# Astyochia
Astyochia là một chi bướm đêm thuộc họ Geometridae.

## Các loài
- Astyochia crane Druce, 1885
- Astyochia faula Druce, 1885
- Astyochia fessonia Druce, 1885
- Astyochia nigrivena (Warren, 1897)
- Astyochia nigrivenata (Warren, 1900)